# Рейчъл Хокинс
Рейчъл Хокинс (на английски: Rachel Hawkins) е американска писателка на бестселъри в жанра фентъзи и паранормален любовен роман.

## Биография и творчество
Рейчъл Хокинс е родена на 23 ноември 1979 г. във Вирджиния, САЩ. Израства в Алабама. Учи в Университета в Обърн, Алабама, който завършва с бакалавърска степен по английски език.
След дипломирането си в продължение на 3 години работи като гимназиална учителка по английски език. След раждането на сина ѝ през 2007 г. се връща към мечтата си да пише.
Първият ѝ фентъзи роман „Хекс Хол“ от едноименната поредица е публикуван през 2010 г. Главна героиня е шестнайсетгодишната Софи, която има способности на вещица. Заради странното ѝ поведение я изпращат в мистериозното училище „Хекс Хол“ за „специални“ тийнейджъри – вещици, магьосници, зооморфи и вампири, обучавани от също така „специални учители“. В него тя намира нови приятели, но и нови особено опасни врагове, срещу които се противопоставя със своите съмишленици в една вековна война. Книгата веднага става международен бестселър.
Рейчъл Хокинс живее със семейството си в Обърн.

## Произведения

### Серия „Хекс Хол“ (Hex Hall)
1. Хекс Хол, Hex Hall (2010)
2. Демонично стъкло, Demonglass (2010) – издаден и като „Raising Demons“
3. В плен на магията, Spell Bound (2012)

#### В света на „Хекс Хол“

##### Серия „Изи Браник“ (Izzy Brannick)
1. School Spirits (2013)

### Серия „Харпър Прайс“ (Harper Price)
1. Rebel Belle (2014)
2. Miss Mayhem (2015)

### Разкази
- Eyes in the Dark (2013)